# Síran manganatý
Síran manganatý (též sulfát manganatý či manganatá skalice) je anorganická, manganatá sůl kyseliny sírové se vzorcem MnSO4. Tato látka, podobně jako mnoho síranů, vytváří různé hydráty, jež mají různé barvy. Vytváří monohydrát, tetrahydrát, pentahydrát a hexahydrát, z čehož jsou nejběžnější monohydrát a tetrahydrát.
Této látky bylo roku 2005 vyrobeno asi 260 tisíc tun.

## Výroba
Průmyslově se látka vyrábí reakcí kyseliny sírové s kovovým manganem:
Mn + H2SO4 → H2 + MnSO4
Tato látka vzniká při reakci oxidu siřičitého a oxidu manganičitého, dle rovnice:
MnO2 + SO2 → MnSO4
Další možností výroby – poněkud neobvyklou – je reakce oxidu manganičitého s kyselinou sírovou a kyselinou šťavelovou. Takto vzniká při manganometrii:
MnO2 + H2SO4 + (COOH)2 → MnSO4 + 2 CO2 + 2 H2O

## Využití
Tato látka se používá při galvanickém pokovení, a dále na výrobu jiných, složitějších sloučenin obsahujících mangan. Rovněž je tato látka vytvářena při čištění manganu, zejména od železitých sloučenin.